# Аутологија
Аутологија (од старогрчког αυτος 'ја' и λογος 'реч') престваља употребу речи у функцији израза у директном (нефигуративном) значењу. 
Аутоолошки стил карактерише одсуство речи и израза у фигуративном значењу, односно тропа, у књижевном тексту. Својом реалистичком, објективном тачношћу, аутологија се супротставља фигуративном, металошком говору. Истовремено, аутолошки текстови могу да садрже стилске фигуре које, без стварања слике, појачавају израз. Поред тога, аутоолошки текст може садржати металошке елементе; „чиста” аутоологија и „чиста” металогија су ретке. Комбинација аутолошког и металошког стила карактеристична је, посебно, за књижевност за децу.